# 1543 en littérature
| Années de la littérature : 1540 - 1541 - 1542 - 1543 - 1544 - 1545 - 1546    |
| Décennies de la littérature : 1510 - 1520 - 1530 - 1540 - 1550 - 1560 - 1570 |

Cet article présente les faits marquants de l'année 1543 en littérature.

## Événements
- 2 mars : Les œuvres de François Rabelais, Pantagruel et Gargantua, sont condamnées par la faculté de théologie de Paris[1] parmi une liste de 65 ouvrages, 22 en latin et 43 en français[2].

## Parutions
- Première édition à Paris des Quarante-neuf psaumes traduits par Clément Marot et du Cantique de Siméon, première étape de la réalisation du Psautier de Genève[3]

- Abckiria (en) (« abécédaire ») de Mikael Agricola, premier livre imprimé en finnois[4].
- Des Juifs et de leurs mensonges, traité antijudaïste de Martin Luther[5].
- De Revolutionibus orbium coelestium (« Des révolutions des sphères célestes »), de Nicolas Copernic, est publié à Nuremberg[6].

## Naissances
- Mars : Jakob Ayrer, auteur dramatique allemand, connu surtout pour ses pièces de carnaval, les Fastnachtsspiele († 26 mars 1605).
- 23 octobre : Juan de la Cueva de Garoza, poète et dramaturge espagnol du Siècle d'or († 1612).

- Louis Bellaud, dit Bellaud de la Bellaudière, poète français de langue occitane († 1588).